# Segestria madagascarensis
Espèce
Segestria madagascarensis est une espèce d'araignées aranéomorphes de la famille des Segestriidae.

## Distribution
Cette espèce est endémique de Madagascar.

## Description
La femelle holotype mesure 14 mm.

## Étymologie
Son nom d'espèce, composé de madagascar et du suffixe latin -ensis, « qui vit dans, qui habite », lui a été donné en référence au lieu de sa découverte,  Madagascar.

## Publication originale
- Keyserling, 1877 : Einige Spinnen von Madagascar. Verhandlungen der Kaiserlich-Königlichen Zoologisch-Botanischen Gesellschaft in Wien, vol. 27, p. 85-96 (texte intégral).